# Massyles
Ne doit pas être confondu avec Massaesyles.
IVe siècle av. J.-C. – 202 av. J.-C.
Entités suivantes :
- Royaume de Numidie

Les Massyles (en latin Massyli ou Maesulii), (Neo-Punique: 𐤌𐤔𐤋𐤉𐤉𐤌, MŠLYYM) sont un royaume de confédérations berbères située en Numidie orientale (Nord-Est de l'Algérie), qui a été formée au cours du IVe siècle av. J.-C.. Leurs voisins sont les Massæsyles et à l'est la république carthaginoise. 

## Étymologie
Le nom Massyles possède plusieurs graphies en grec et latin (Massoli[i], Massuli[i], Massyli[i]) et existe sous les formes Mas(s)yrie. Confondu régulièrement avec les Massæsyles dans les sources antiques, le terme Massyles est surtout utilisé sous la forme d'un ethnonyme.
Le nom des Massyles peut être relié au toponyme contemporain M'Sila (en arabe) ou Tamsilt (en berbère) situé dans le territoire de l'ancien royaume.

## Géographie
Pline l'Ancien considère les Massyles comme une des grandes tribus numides de la province d'Afrique. Cependant, ils ne sont pas mentionnés comme tribus africaines par Claude Ptolémée par la suite. Le royaume des Massyles est une confédération qui occupe l'est du plus vaste territoire de la Numidie, avec à l'ouest un territoire occupé par les Massæsyles. Le territoire Massyles s'étend ensuite jusqu'aux territoires de la civilisation carthaginoise.
La partie nord est bordée partiellement par des chaînes de montagne peu élevées qui bénéficient de précipitations assez abondantes. Viennent ensuite les Hautes plaines jusqu’au pied de l’Aurès. L'Aurès, où les habitants de l'Aurès, les Aurésiens, sont identifiés comme les Chaouia, aurait été le berceau de la dynastie massyle.

## Histoire
La chronologie du royaume Massyles et de sa dynastie est très incertaine avant Gaïa,. Cependant, les données archéologiques pourraient faire remonter l'hypothèse de l'émergence du royaume des Massyles au IVe siècle av. J.-C. Avant cette date, rien ne permet d'indiquer que les groupes numides constituent un quelconque royaume. Le roi Aylimas est toutefois mentionné comme régnant en 310 av. J.-C. sur le territoire directement voisin de Carthage dans le récit de Diodore. Une première mention du royaume massyle, durant la première guerre punique existe mais intervient dans un récit douteux et inexploitable. 
L'apparition du royaume au IVe siècle av. J.-C. comme une entité stable et établie sur la durée reste très incertaine, mais l'émergence d'une dynastie ayant des prétentions pour régner sur ces territoires est confirmée. L'organisation du royaume ne se stabilise qu'au IIIe siècle. C'est également au IIIe siècle que l'extension territoriale du royaume semble la plus importante. Il recouvre les territoires entre Rhummel et Dougga. Cependant, le territoire va décroitre progressivement durant le règne de Gaïa. En effet, à partir de 240 av. J.-C., Carthage procède à un empiètement progressif des territoires Massyles.
À partir de son règne, la chronologie dynastique semble complète et s'intègre ensuite à la chronologie du royaume de Numidie. Le royaume est décrit comme un acteur important de la deuxième guerre punique,. L'existence du royaume Massyles est une certitude à partir de son règne attesté par des données archéologiques.
En 218 av. J.-C., la guerre reprend entre les Carthaginois et les Romains. Les Massyles sont classés par Polybe avec les Massæsyles comme partenaire et allié important de Carthage, approvisionnant l'armée punique d'Espagne en cavalerie numide. Il considère que leur troupe sont d'une grande efficacité dans la péninsule Ibérique et en Italie[réf. obsolète]. Durant cette période, les tractations diplomatiques de Rome et Carthage sont nombreuses et se servent de la rivalité qui oppose Massyles et Massaesyles dans le cadre du conflit. Ainsi, lorsque Syphax s'allie aux Romains, Gaïa prend le parti de Carthage. 
Après la mort de Gaïa, le royaume connaît une crise de succession et des luttes de territoires avec les Massaesyles et Carthage. Le neveu de Gaïa, Massinissa, entreprend une marche militaire depuis l'Espagne et la Maurétanie afin de rejoindre les territoires Massyles dans l'intention de récupérer le trône. Cependant, durant ces opérations, les successions se poursuivent selon la règle de succession prévue et, à la mort de Capussa, le trône est sensé lui revenir légitimement mais est usurpé par Lacumazès.
Les jeux d'alliance continuent et lorsque Syphax fait défection de son alliance romaine pour faire allégeance aux Carthaginois, il profite des dissensions internes pour annexer le royaume Massyles en 205 av. J-C.. Massinissa saisit l'occasion pour s'allier aux Romains et récupérer le trône. Scipion l'Africain renforce sa légitimité en lui décernant le titre de roi des Massyles. Après la bataille de Zama (202 av. J.-C.), les territoires Massyles et Massæsyles sont unifiés en un seul royaume de Numidie,.

## Organisation politique
L'organisation politique interne du royaume Massyles est peu connu, mais semblent posséder une organisation propre qui ne relève pas d'une monarchie absolue. Elle repose d'une part sur une confédération tribale qui établit son influence sur différentes cité-États préservant une relative autonomie. La succession dynastique s'effectue au sein de la branche régnante, non pas de père en fils, mais par succession adelphique et droit d'aînesse. 

## Economie
Le pays est un important producteur de céréales, objet déjà d’exportation au temps de Massinissa, mais aussi des chevaux, « production » importante de la Numidie.
Salluste mentionne que Massylia était beaucoup plus fertile que Massaessylia dans son livre sur la guerre contre Jugurtha, Massinissa et d'autres rois numides ont développé la production agricole en Numidie orientale à l'extrême dans la Numidie orientale unifiée, en particulier dans les Aurès et le Hodna où la production de blé et d'orge était sans égal dans toute la Méditerranée, là, l'agriculture et le pâturage des animaux étaient pratiqués côte à côte[réf. nécessaire].
La production de monnaie massyles, dites massinissa, est importante et s'inspire des monnaies carthaginoises en bronze. Elles sont dispersées dans toute l'Afrique du Nord ainsi qu'en Espagne. L'important volume découvert en Maurétanie occidentale indique la présence d'un atelier de monnayage à l'ouest du territoire.

## Mausolée dynastique
Le Medracen est un mausolée numide datant du IIIe siècle av. J.-C., situé en Algérie dans les Aurès, sur le territoire de la commune de Boumia, dans la wilaya de Batna. Il est le plus ancien mausolée royal antique conservé d'Afrique du Nord. Le site est attribué à plusieurs membres différents de la dynastie Massyle. Il est construit en territoire massyle, cependant les données archéologiques ne permettent pas de déterminer s'il est construit avant ou après l'unification du royaume de Numidie.